# Stromanthe jacquinii
Stromanthe jacquinii är en strimbladsväxtart som först beskrevs av Johann Jakob Roemer och Schult., och fick sitt nu gällande namn av H.A.Kenn. och Dan Henry Nicolson. Stromanthe jacquinii ingår i släktet broktoppar, och familjen strimbladsväxter. Inga underarter finns listade.

## Bildgalleri

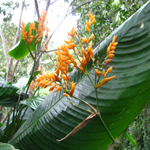
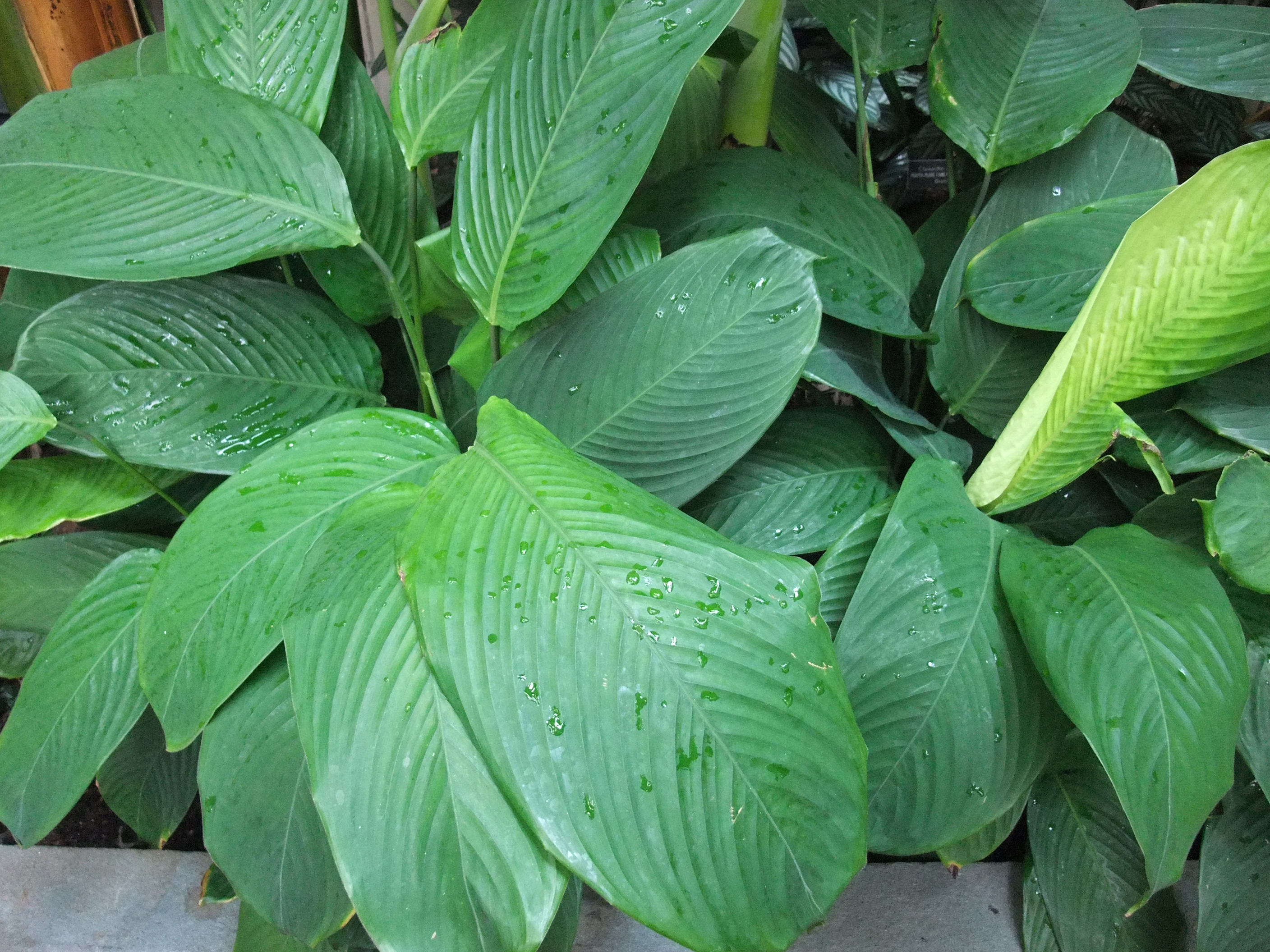